# Le Cœur en fête
Pour plus de détails, voir Fiche technique et Distribution.
Le Cœur en fête (When You're in Love) est un film américain de Robert Riskin et Harry Lachman, sorti en 1937.

## Fiche technique
- Titre original : When You're in Love
- Titre français : Le Cœur en fête
- Réalisation : Robert Riskin et Harry Lachman
- Scénario : Robert Riskin et Ethel Hill
- Photographie : Joseph Walker
- Musique : Alfred Newman
- Montage : Gene Milford
- Costumes : Bernard Newman
- Pays de production : États-Unis
- Format : Noir et blanc - 1,37:1 - Mono
- Genre : comédie musicale
- Durée : 110 minutes
- Date de sortie : 1937

## Distribution
- Grace Moore : Louise Fuller
- Cary Grant : Jimmy Hudson
- Aline MacMahon : Marianne Woods
- Henry Stephenson : Walter Mitchell
- Thomas Mitchell : Hank Miller
- Luis Alberni : Luis Perugini
- Gerald Oliver Smith : Gerald Meeker
- Emma Dunn : Mrs. Hamilton
- Frank Puglia : Carlos
- Catherine Doucet : Jane Summers

Parmi les acteurs non crédités :
- Louise Brooks : ballerine (scènes supprimées)
- Marcelle Corday : Marie, servante de Louise
- Jean De Briac : Maître d'hôtel
- Ann Doran : Secrétaire
- Bess Flowers : Femme dans le vestiaire
- Billy Gilbert : Jose
- Harry Holman : un frère Babbitt
- J.P. Lockney : un portier
- Alphonse Martell : Annonceur
- Chris-Pin Martin : Serveur
- Gene Morgan : Danseur
- Robert Emmett O'Connor : Officier de l'immigration
- Barnett Parker : Majordome

- May Wallace
- Scotty Beckett
- Arthur Hoyt